# Hymenasterides mironovi
Hymenasterides mironovi är en sjöstjärneart som beskrevs av Dilman 2008. Hymenasterides mironovi ingår i släktet Hymenasterides och familjen knubbsjöstjärnor. Inga underarter finns listade i Catalogue of Life.